# Mosslyckospindel
Mosslyckospindel (Meioneta mossica) är en spindelart som beskrevs av Schikora 1993. Mosslyckospindel ingår i släktet Meioneta och familjen täckvävarspindlar. Arten är reproducerande i Sverige. Inga underarter finns listade i Catalogue of Life.